# Оберн (Небраска)
Оберн (енгл. Auburn) град је у америчкој савезној држави Небраска.

## Демографија
По попису из 2010. године број становника је 3.460, што је 110 (3,3%) становника више него 2000. године.
| Група             | 2000.         | 2010.         |
| Белци             | 3.248 (97,0%) | 3.313 (95,8%) |
| Афроамериканци    | 12 (0,4%)     | 16 (0,5%)     |
| Азијати           | 35 (1,0%)     | 24 (0,7%)     |
| Хиспаноамериканци | 27 (0,8%)     | 67 (1,9%)     |
| Укупно            | 3.350         | 3.460         |